# Raffaele Marcoli
Pour les articles homonymes, voir Marcolli.
Raffaele Marcoli (né le 27 mars 1940 à Turbigo en Lombardie et mort le 29 août 1966 à Feriolo, une frazione de la commune de Baveno, dans la région du Piémont) est un coureur cycliste italien.

## Biographie
Professionnel de 1963 à 1966, il a notamment remporté quatre étapes du Tour d'Italie et la Coppa Bernocchi.
Il meurt tragiquement le 29 août 1966 avec sa petite amie dans un accident de voiture. Il n'avait que 26 ans.
Depuis 1967, le Trofeo Raffaele Marcoli est disputé en son hommage.

## Palmarès

### Palmarès amateur
- 1960
  - 2e de la Coppa d'Inverno
- 1962
  - Gran Premio Somma
  - Coppa d'Inverno

### Palmarès professionnel
- 1963
  - 2e de Milan-Vignola
- 1964
  - 11e étape du Tour d'Italie
- 1965
  - 12e et 17e étapes du Tour d'Italie
- 1966
  - Coppa Bernocchi
  - 3e étape de Tirreno-Adriatico
  - 6e étape du Tour d'Italie

## Résultats sur les grands tours

### Tour d'Italie
4 participations
- 1963 : 85e
- 1964 : 94e, vainqueur de la 11e étape
- 1965 : 66e, vainqueur des 12e et 17e étapes
- 1966 : 56e, vainqueur de la 6e étape